# Álvaro Gil-Robles
Álvaro Gil-Robles y Gil-Delgado (Lisbona, 9 settembre 1944) è un giurista e attivista spagnolo.
Figlio minore di José María Gil-Robles y Quiñones, che fu ministro della Guerra in Spagna nel 1935. Docente di Diritto amministrativo all'Università di Madrid.
È stato Defensor del Pueblo (Difensore civico; 1983-1985 e 1988-1993).
È stato commissario per i diritti umani del Consiglio d'Europa dal 15 ottobre 1999 al 31 marzo 2006. È stato il primo ad occupare questa nuova figura, ed è stato succeduto da Thomas Hammarberg.
Dal 2000 al 2005 ha visitato le sedi di istituzioni pubbliche in diversi paesi (vedi l'elenco infra), rivelando nei suoi rapporti le violazioni dei diritti umani ai rispettivi governi, per un futuro miglioramento.

## Cronologia delle visite
- 2000: Georgia e Moldavia
- 2001: Andorra, Norvegia, Slovacchia, Finlandia e Bulgaria
- 2002: Grecia, Ungheria, Romania e Polonia
- 2003: Repubblica Ceca, Slovenia, Portogallo, Turchia, Cipro, Lituania, Lettonia, Estonia e Malta
- 2004: Lussemburgo, Danimarca, Svezia, Croazia, Russia, Svizzera e Liechtenstein
- 2005: Spagna, Italia, Islanda e Francia

La versione integrale dei suoi rapporti può essere consultata sul sito del Commissario per i diritti umani .